# Бркич, Харис
Харис Бркич (швед. Haris Brkić; род. 17 сентября 1999) — шведский футболист, полузащитник «Треллеборга».

## Клубная карьера
Является воспитанником «Треллеборга», где начал заниматься футболом с пяти лет и прошёл путь от детской команды до основной. Первую игру за клуб провёл 24 августа 2017 года во втором раунде кубка Швеции против «Ассириски». В июле 2018 года был переведён в основную команду и подписал с клубом первый контракт, рассчитанный на полтора года. 11 ноября того же года в матче последнего тура с «Броммапойкарной» дебютировал в чемпионате Швеции, появившись на поле на 70-й минуте вместо Оскара Юханссона. 12 декабря 2019 года продлил контракт с клубом ещё на три года.

## Клубная статистика
| Выступление      | Выступление      | Выступление      | Лига | Лига | Кубки | Кубки | Конт. кубки | Конт. кубки | Разное | Разное | Итого | Итого |
| Клуб             | Лига             | Сезон            | Игры | Голы | Игры  | Голы  | Игры        | Голы        | Игры   | Голы   | Игры  | Голы  |
| ---------------- | ---------------- | ---------------- | ---- | ---- | ----- | ----- | ----------- | ----------- | ------ | ------ | ----- | ----- |
| Треллеборг       | Суперэттан       | 2017             | 0    | 0    | 1     | 0     | 0           | 0           | 0      | 0      | 1     | 0     |
| Треллеборг       | Алльсвенскан     | 2018             | 1    | 0    | 0     | 0     | 0           | 0           | 0      | 0      | 1     | 0     |
| Треллеборг       | Суперэттан       | 2019             | 18   | 0    | 1     | 0     | 0           | 0           | 0      | 0      | 19    | 0     |
| Треллеборг       | Суперэттан       | 2020             | 24   | 4    | 1     | 0     | 0           | 0           | 2      | 0      | 27    | 4     |
| Треллеборг       | Суперэттан       | 2021             | 28   | 3    | 4     | 0     | 0           | 0           | 0      | 0      | 32    | 3     |
| Треллеборг       | Суперэттан       | 2022             | 26   | 3    | 4     | 0     | 0           | 0           | 0      | 0      | 30    | 3     |
| Треллеборг       | Итого            | Итого            | 97   | 10   | 11    | 0     | 0           | 0           | 0      | 0      | 108   | 10    |
| Всего за карьеру | Всего за карьеру | Всего за карьеру | 97   | 10   | 11    | 0     | 0           | 0           | 2      | 0      | 110   | 10    |